# Portals del Gramuntell
Els Portals del Gramuntell és una obra del poble de Gramuntell, al municipi de Ribera d'Ondara (Segarra) inclosa a l'Inventari del Patrimoni Arquitectònic de Catalunya.

## Descripció
És un doble pas cobert delimitat ambdós per dos portals respectivament, separats per un curt espai descobert sota el qual passa un tram de l'actual carrer Major del poble. El primer portal exterior correspon al primitiu portal d'accés del clos fortificat de la d'origen medieval i que s'obre al primer pas cobert d'aquest tram de carrer. Aquest primer pas cobert se'ns presenta amb un doble portal d'arc de mig punt lleugerament rebaixa i cobert amb una estructura de volta de canó, tot aprofitant els baixos dels habitatges.
Seguidament, trobem un curt tram de carrer descobert i on s'integra, a mà dreta, la porta d'accés de cal Roig (C/ Major, nº 5). Aquest edifici té la seva façana principal oberta a l'interior d'aquest carrer i s'organitza a partir de planta baixa i primer pis. La porta d'accés a cal Roig es fa a partir d'un portal adovellat i presenta al primer pis una estructura de finestra, modificada per un actual balcó, la llinda de la qual ens mostra relleu ondulat, que s'integra al paredat d'aquesta façana. Aquest tram de carrer finalitza amb un segon pas cobert, delimitat per dos portals d'arc rebaixat i cobert amb un entramat de fusta. El seu portal exterior dona a un costat de la plaça de l'església del poble.

## Història
El nucli medieval de Gramutell neix i creix al redós d'un castell, del qual no queden vestigis, a partir de l'estructura defensiva d'un cos murallat. El lloc va ser conegut des del 1504 quan Ramon Berenguer I i la seva dona van cedir la seva propietat a dotze famílies encapçalades per Ramon Guillem i el seu terme va quedar inclòs dins del terme del castell de Granyena de Segarra. Posteriorment, els Cervera van tenir la senyoria fins a principis del segle xiii. Al llarg d'aquest segle passà a ser propietat del monestir de Santes Creus fins a la desamortització del segle xix.
Es creu que l'edifici de Cal Roig originàriament va ser l'antiga casa dels canonges.